# Wantagh
Wantagh är en ort i Nassau County i delstaten New York i USA. Invånarna uppmättes 2010 till 18 871 i antalet.

### Fotnoter
1. ↑  ”Community Facts” (på engelska). American Factfinder. 14 mars 2010. Arkiverad från originalet den 10 december 2014. https://web.archive.org/web/20141210041242/http://factfinder2.census.gov/faces/nav/jsf/pages/community_facts.xhtml. Läst 31 januari 2014.